# Edmundston
Edmundston és una localitat canadenca situada a la província de Nova Brunswick i al comtat de Madawaska. Amb 16643 habitants (2006) és una de les ciutats canadenques fora del Quebec de majoria francòfona més poblades. En concret el percentatge de població de llengua francesa arriba al 93%.
Està situada al nord-oest de la província dins la serralada dels Apalatxes i a la confluència dels rius Saint John i Madawaska. Es troba a molt pocs quilòmetres del Quebec i damunt la frontera amb els Estats Units, davant la localitat de Madawaska, a l'estat de Maine.

## Història
L'àrea era el centre de l'anomenada Guerra d'Aroostook sobre la frontera entre els EUA i l'aleshores Amèrica britànica. És per aquestes disputes que els residents francòfons brayons tant del Canadà com dels Estats Units van començar a referir-se a la regió com la República de Madawaska. La tradició perviu fins als nostres dies, amb el títol de «President de la República de Madawaska» que s'atorga honoríficament a cada alcalde d'Edmunston. Al contrari que la majoria de francòfons de les províncies marítimes, la majoria de gent d'Edmundston no es considera acadiana i, de fet, el francès braió parlat a la zona es considera un dialecte americà diferent del francès quebequès i del francès acadià.

## Llocs d'interès
- Jardí Botànic de Nova Brunswick